# Mikado légère USRA
Pour les articles homonymes, voir Mikado (locomotive) et Mikado USRA.
La Mikado légère USRA (light Mikado USRA) était une locomotive à vapeur de classe standard, conçue sous le contrôle de l'United States Railroad Administration (USRA), le système mis en place pour nationaliser les chemins de fer aux États-Unis pendant la Première Guerre mondiale).
Il s'agit de la série de locomotives USRA la plus construite. Elle ne doit pas être confondue avec la Mikado lourde USRA.

## Historique

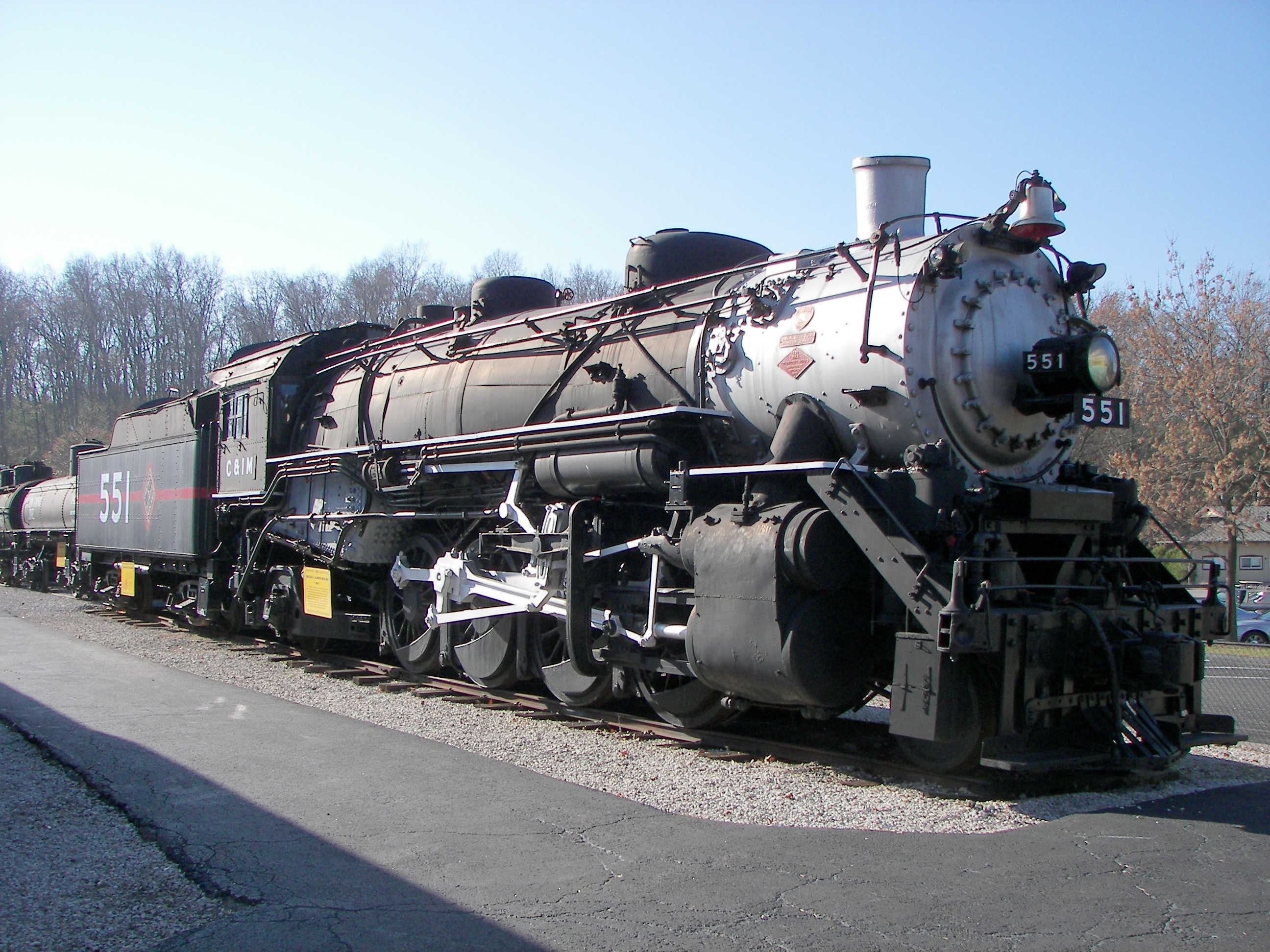
Une Mikado légère USRA donnée au Musée des Transports du Chicago and Illinois Midland Railway

L'entrée des États-Unis dans l'économie de guerre de la Première Guerre mondiale demande une logistique importante. Les chemins de fer américains sont incapables de faire face aux besoins, par manque de matériels en bon état et unifié. Cela créé d'importantes ruptures de charge incompatibles avec l'effort de guerre. 
L'United States Railroad Administration va prendre le contrôle des compagnies de chemin de fer (alors toutes privées), puis unifier le matériel moteur et roulant. Les constructeurs vont alors produire des séries de locomotives unifiées, conçues sous la supervision de l'USRA et payées par le gouvernement fédéral.
Le tout premier exemplaire de la série a été fabriqué pour le réseau du Baltimore and Ohio Railroad et achevé en juillet 1918 où il porta le numéro 4500. Durant la période où l'USRA contrôle les compagnies de chemin de fer, les machines fédérales portent alors le marquage « U.S. » sur le tender, avec parfois le nom de la compagnie qui en est responsable écrit en plus petit. 
Un total de 625 Mikados légères a été construit sous les auspices de l'USRA, avec 641 autres exemplaires construits après la fin du contrôle de l'USRA ; ces locomotives sont considérées comme des « copies ». Au total, il s'agit de la plus grande série de locomotives basée sur les plans USRA.
Ces locomotives ont été considérées comme bien conçues et modernes. Elles étaient à la fois populaires et réussies. 
Un grand nombre de light Mikado USRA est resté en service jusqu'à leur remplacement par des locomotives diesel.
Ces machines furent construites par ALCO, Baldwin et Lima. Plus de 50 compagnies de chemin de fer ont utilisé ce type de locomotive.

### 141 R
C'est ce modèle qui a servi de base à la conception des locomotives à vapeur françaises 141 R. Construites aux États-Unis juste après la fin de la Deuxième Guerre mondiale, ces 1340 machines sont livrées à la France en vue de la reconstruction. C'est la firme Baldwin Locomotive Works, qui dans l'urgence de l'époque dessina les plans de ces machines, en modifiant et en adaptant pour le réseau français un type de locomotive descendant de la Mikado légère qui circulait sur le réseau Green Bay & Western Railroad's[réf. souhaitée].

## Spécifications

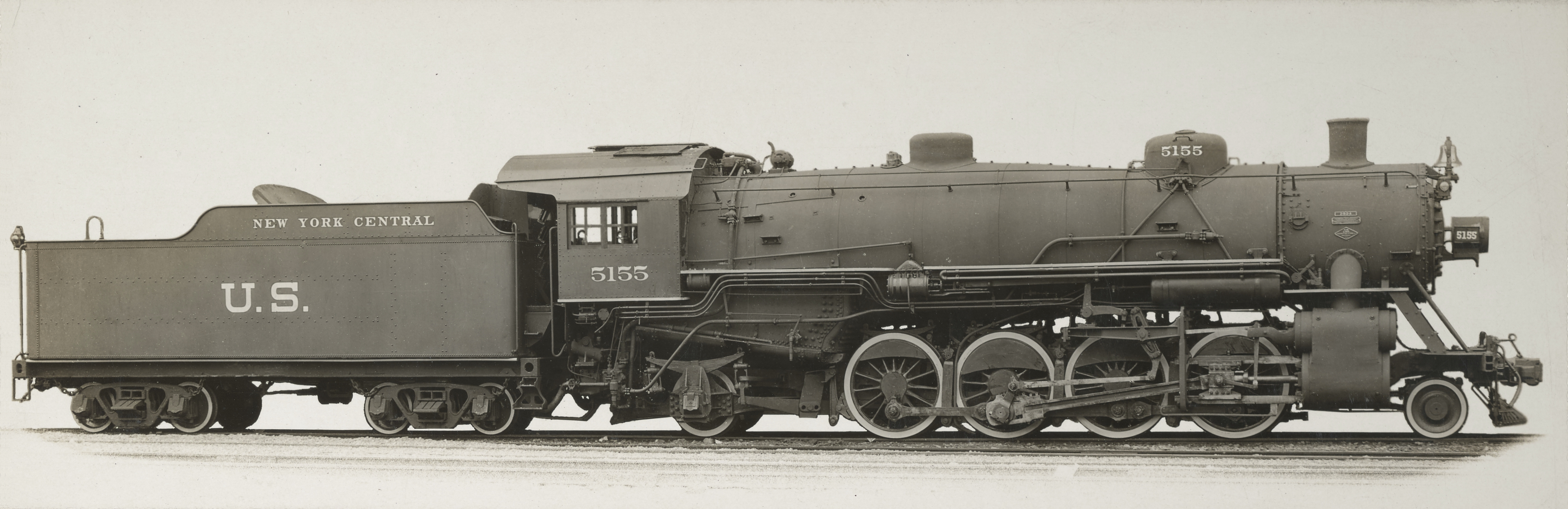
Une Mikado USRA légère du New York Central.

La Mikado légère a été la locomotive standard pour les trains de marchandises parmi tous les types présents dans l'USRA, elle a été classée comme une 2-8-2 dans la classification de Whyte, en tant que 1'D'1 dans la classification UIC et en tant que 141 pour le système français.

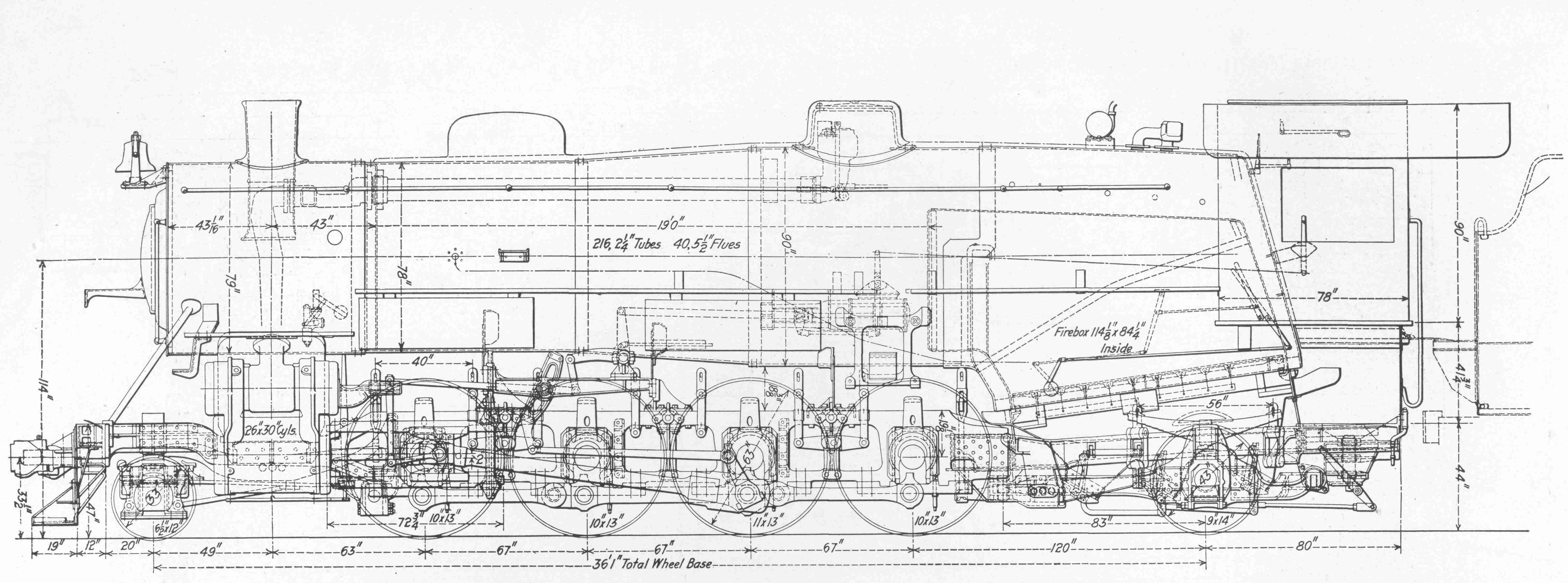
Diagramme de la Mikado légère

## Machines livrées
| Réseau                                                                           | Nombre                     | Classe | Numéros              | Observations                                                  |
| -------------------------------------------------------------------------------- | -------------------------- | ------ | -------------------- | ------------------------------------------------------------- |
| Baltimore and Ohio Railroad                                                      | 100                        | Q-3    | 4500–4599            |                                                               |
| Chicago and Alton Railroad                                                       | 10                         | L-4    | 875–884              | à l'Alton Railroad 4385–4394, class Q-8                       |
| Chicago and Eastern Illinois Railroad                                            | 15                         | N-2    | 1925–1939            |                                                               |
| Chicago Great Western Railway                                                    | 10                         | L-3    | 750–759              |                                                               |
| Chicago, Indianapolis and Louisville Railroad (“Monon”)                          | 5                          | J-2    | 550–554              |                                                               |
| Chicago, Rock Island and Pacific Railroad                                        | 9 (+11 from T&P)           | K-55   | 2300–2308, 2309–2319 |                                                               |
| Grand Trunk Railway                                                              | 15                         | M-3    | 440–454              | au Canadian National Railway 3700–3714, class S-3-a           |
| Grand Trunk Western Railroad                                                     | 25                         | M-3    | 455–479              | au Canadian National Railway 3715–3739, class S-3-a           |
| Lehigh and Hudson River Railway                                                  | 4                          | 80     | 80–83                |                                                               |
| Louisville and Nashville Railroad                                                | 18                         | J-3    | 1500–1517            |                                                               |
| Maine Central Railroad                                                           | 6                          | S      | 621–626              |                                                               |
| Missouri Pacific Railroad                                                        | 15 (+10 du PRR)            | MK-63  | 1301–1315, 1316–1325 |                                                               |
| Monongahela Railway                                                              | 10                         |        |                      |                                                               |
| Nashville, Chattanooga and St. Louis Railway                                     | 10                         | L2-55  | 650–659              |                                                               |
| New York Central Railroad                                                        | 95                         | H-6a   | 5100–5194            | Renumérotées 1800–1894, moins 11 au PM                        |
| New York Central subsidiary Cleveland, Cincinnati, Chicago and St. Louis Railway | 25                         | H-6a   | 6089–6113            | Renumérotées 1700–1724                                        |
| New York Central subsidiary Indiana Harbor Belt Railroad                         | 24                         | H-6a   | 400–423              |                                                               |
| New York Central subsidiary Lake Erie and Western Railroad                       | 15                         | H-6a   | 5540–5554            | au Nickel Plate Road 586–600                                  |
| New York Central subsidiary Michigan Central Railroad                            | 20                         | H-6a   | 7970–7989            | Renumérotées 1770–1789                                        |
| New York Central subsidiary Toledo and Ohio Central Railroad                     | 15                         | H-6a   | 9732–9746            | Renumérotées 1732–1736                                        |
| New York, Chicago and St. Louis Railway (“Nickel Plate Road”)                    | 10                         | H-6a   | 601–610              |                                                               |
| Pennsylvania Railroad                                                            | 33                         |        |                      | Refusées; moins 10 au MP                                      |
| Pennsylvania Railroad subsidiary Grand Rapids and Indiana Railroad               | 5                          | L2s    | 9627–9631            |                                                               |
| Pere Marquette Railway                                                           | (30)                       | K-8    | 1011–1040            | Acquises en seconde main du IHB (14), NYC (11) et du WAB (5). |
| Pittsburgh and West Virginia Railway                                             | 3                          |        |                      |                                                               |
| Rutland Railway                                                                  | 6                          | H-6a   | 32–37                |                                                               |
| Seaboard Air Line Railroad                                                       | 10                         | Q-1    | 490–499              |                                                               |
| St. Louis – San Francisco Railway                                                | (23 from PRR, 10 from IHB) | 4000   | 4000–4032            |                                                               |
| Southern Railway                                                                 | 25                         | Ms-1   | 4750–4774            |                                                               |
| Texas and Pacific Railway                                                        | 11                         | H-1    | 550–560              | Refusées; au Chicago, Rock Island & Pacific                   |
| Union Pacific Railroad                                                           | 20                         | MK-Spl | 2295–2314            |                                                               |
| Union Pacific subsidiary Oregon Short Line Railroad                              | 20                         |        |                      |                                                               |
| Wabash Railroad                                                                  | 20                         | K-2    | 2201–2220            | 5 au PM, remplacées par 5 du WP                               |
| Western Pacific Railroad                                                         | 5                          | MK-55  | 321–325              | au Wabash en 1920                                             |
| Total                                                                            | 625                        |        |                      |                                                               |

| Réseau                                                            | Nombre | Classe    | Numéros   | Observations                            |
| ----------------------------------------------------------------- | ------ | --------- | --------- | --------------------------------------- |
| Akron, Canton and Youngstown Railroad                             |        |           |           |                                         |
| Atlantic Coast Line Railroad                                      |        |           |           |                                         |
| Canadian National Railway (Grand Trunk)                           |        |           |           |                                         |
| Chesapeake and Ohio Railway                                       |        |           |           |                                         |
| Chicago and Alton Railroad                                        | 5      | L-4a      | 885–889   | au Alton Railroad 4395–4399, class Q-8a |
| Chicago and Illinois Midland Railway                              |        |           |           |                                         |
| Detroit and Toledo Shore Line Railroad                            |        |           |           |                                         |
| Florida East Coast Railway                                        | 15     | 701       | 701–715   |                                         |
| Kansas, Oklahoma and Gulf Railway                                 |        |           |           |                                         |
| Louisville and Nashville Railroad                                 | 75     | J-3       | 1518–1592 |                                         |
| Midland Valley Railroad                                           |        |           |           |                                         |
| Missouri Pacific subsidiary International-Great Northern Railroad | 10     | MK-63     | 1101–1110 |                                         |
| Mobile and Ohio Railroad                                          | 37     | 450       | 450–486   |                                         |
| Ferrocarriles Nacionales de México                                |        |           |           |                                         |
| Nashville, Chattanooga and St. Louis Railway                      | 12     | L2A-55    | 660–671   |                                         |
| New York, Chicago and St. Louis Railway (“Nickel Plate Road”)     | 61     | H-6b–H-6f | 611–671   |                                         |
| Oklahoma City-Ada-Atoka Railway                                   |        |           |           |                                         |
| Pere Marquette Railway                                            | 10     | K-5       | 1041–1050 | au C&O 1060–1069                        |
| Seaboard Air Line Railroad                                        | 118    | Q-3       | 334–451   |                                         |
| Southern Railway subsidiary Alabama Great Southern Railroad       | 10     | Ms-1      | 6612–6621 |                                         |
| Texas and Pacific Railway                                         | 11     | H-2       | 800–810   |                                         |
| West Point Route (Atlanta and West Point Rail Road)               | 3      | F         | 425–427   |                                         |
| West Point Route (Georgia Railroad)                               | 7      | F         | 320–326   |                                         |
| West Point Route (Western Railway of Alabama)                     | 4      | F         | 375–378   |                                         |
| Total                                                             | 641    |           |           |                                         |